# Svinstadsjön
Svinstadsjön är en sjö i Linköpings kommun i Östergötland och ingår i Motala ströms huvudavrinningsområde. Sjön har en area på 1,85 kvadratkilometer och ligger 53 meter över havet. Sjön ligger strax sydöst om tätorten Bankekind i kommunens östra del. Nära Bankekind finns en allmän badplats.

## Delavrinningsområde
Svinstadsjön ingår i delavrinningsområde (647198-150292) som SMHI kallar för Utloppet av Svinstadsjön. Medelhöjden är 69 meter över havet och ytan är 9,95 kvadratkilometer. Räknas de 2 avrinningsområdena uppströms in blir den ackumulerade arean 42,63 kvadratkilometer. Vattendraget som avvattnar avrinningsområdet har biflödesordning 3, vilket innebär att vattnet flödar genom totalt 3 vattendrag innan det når havet efter 83 kilometer. Avrinningsområdet består mestadels av skog (32 procent), öppen mark (14 procent) och jordbruk (26 procent). Avrinningsområdet har 1,84 kvadratkilometer vattenytor vilket ger det en sjöprocent på 18,5 procent. Bebyggelsen i området täcker en yta av 0,42 kvadratkilometer eller 4 procent av avrinningsområdet.